# Tat'jana Anisimova
Tat'jana Michajlovna Anisimova (in russo Татьяна Михайловна Анисимова?; Groznyj, 19 ottobre 1949) è un'ex ostacolista sovietica, vincitrice della medaglia d'argento alle Olimpiadi di Montreal 1976 nei 100 hs.
Ha conquistato anche una medaglia d'argento europea e due bronzi agli Europei indoor. Nel 1981 ha stabilito la miglior prestazione mondiale stagionale.

## Risultati
| Anno | Competizione   | Luogo    | Risultato | Extra    |
| ---- | -------------- | -------- | --------- | -------- |
| 1975 | Europei indoor | Katowice | 3a        | 60 m hs  |
| 1976 | Olimpiadi      | Montréal | 2a        | 100 m hs |
| 1975 | Universiade    | Roma     | 3a        | 100 m hs |
| 1977 | Universiade    | Sofia    | 2a        | 100 m hs |
| 1978 | Europei        | Praga    | 2a        | 100 m hs |
| 1981 | Europei indoor | Grenoble | 3a        | 60 m hs  |